# Nehrkorns honingvogel
De Nehrkorns honingvogel (Dicaeum nehrkorni) is een zangvogel uit de familie
Dicaeidae (bastaardhoningvogels).

## Verspreiding en leefgebied
Deze soort is endemisch op Celebes.